# Колатеральні втрати

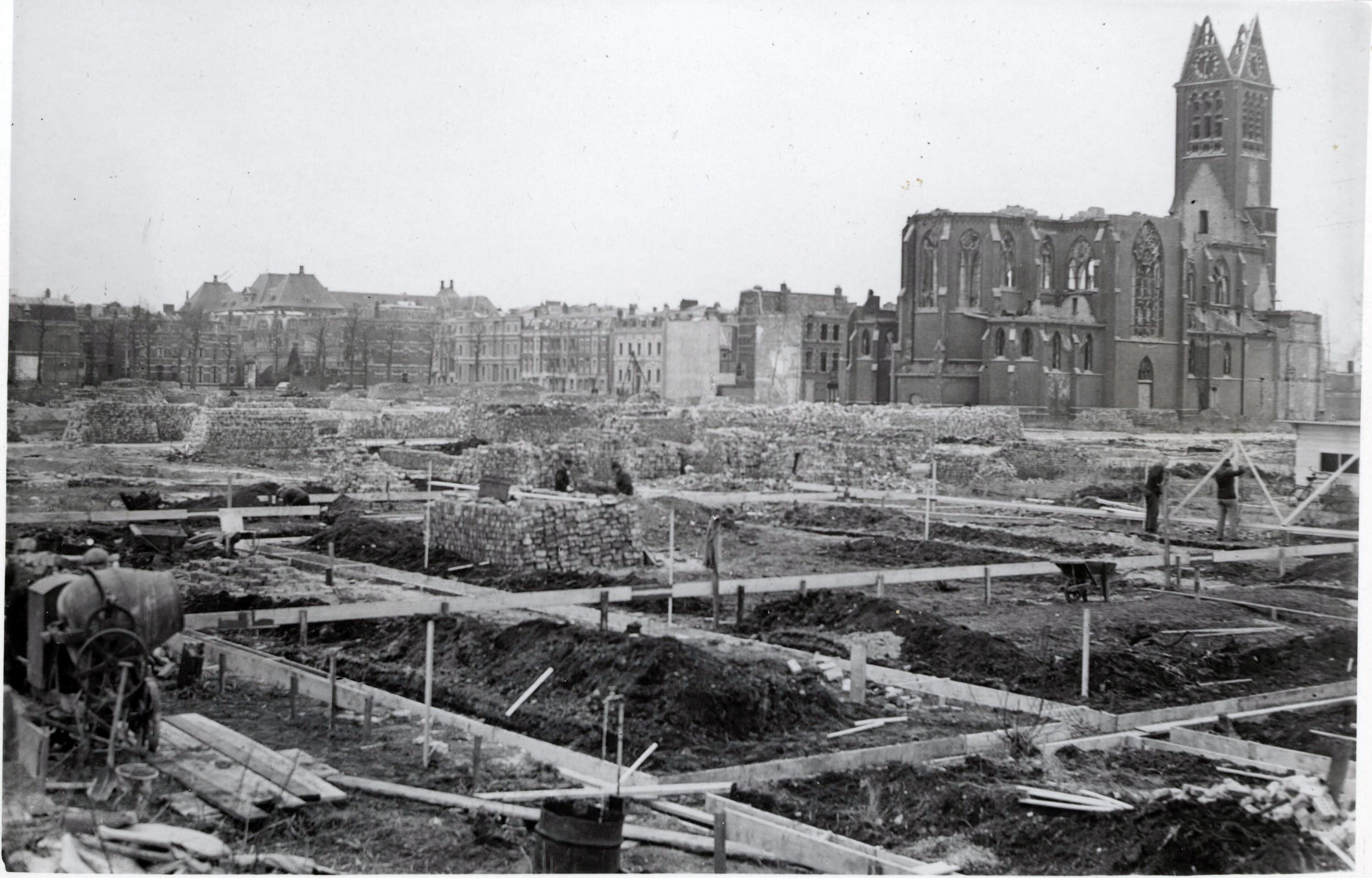
Результати бомбардування Безейденгауту, коли Королівські повітряні сили Великої Британії помилково скинули бомби на район Безейденгаут (нід. Bezuidenhout) в Гаазі

Колатеральні втрати або побічні збитки (англ. collateral damage) — термін у військовій справі, що позначає загибель, поранення, травму чи інший заподіяний збиток, який є ненавмисним результатом діяльності військовослужбовців. Спочатку термін вживали для позначення збитків, що виникли у результаті ведення військових дій, тепер його також вживають у контексті заподіяння шкоди внаслідок повсякденної діяльності військовослужбовців під час проведення заходів бойової та оперативної підготовки, навчань, тренувань тощо.
У міру розробки високоточних керованих боєприпасів військові часто стверджують, що докладали великих зусиль, щоб мінімізувати побічні збитки.
Критики вживання терміна «колатеральні втрати» розглядають його як евфемізм, який дегуманізує некомбатантів, вбитих або поранених під час бою, та який вживають для зменшення сприйнятої провини військового керівництва у неможливості запобігти жертвам некомбатантів, не пов'язаних з бойовими діями.
Колатеральні втрати не охоплюють жертви серед цивільного населення, спричинені військовими діями, які спочатку мали за мету акт тероризму або вбивства цивільного населення ворога (наприклад, деякі стратегічні бомбардування під час Другої світової війни).